# ヨーク (衣服)

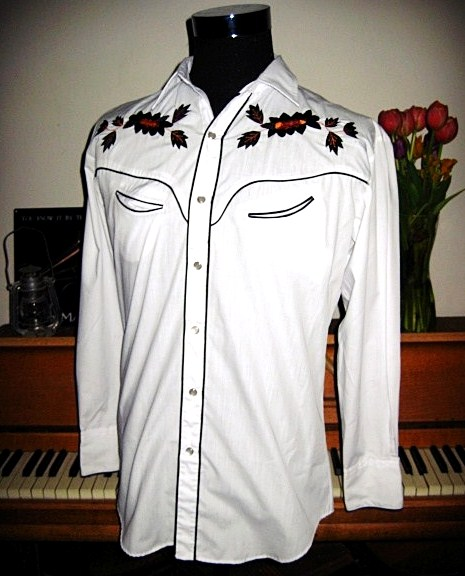
ウェスタンシャツの肩ヨーク。装飾が施されている

ヨーク(英:yoke）とは、衣服のパーツの一つ。切り替え布。主に、シャツなどに使用して肩と首の周りを覆う肩ヨークと、スカートに使用して腰の周りを覆うヨークスカートがある。シャツやスカートにギャザーなどを追加して、衣服の可動範囲を確保するのに使われる。
ヨークは19世紀に登場した。ボディスのヨークは1880年代、シャツの肩ヨークとヨークスカートは1898年に登場した。

## 参照
1. ↑  “Yoke - Definition and More from the Free Merriam-Webster Dictionary”.   Merriam-Webster.com. 2012年6月8日閲覧。
2. 1 2  Cumming, Valerie; C.W. Cunnington, P.E. Cunnington (2010 (revised edition)). The Dictionary of Fashion History. Berg. pp. 227. ISBN 1847885330